# Council Bluffs
Council Bluffs (do roku 1852 Kanesville) je město na jihozápadě okresu Pottawattamie County ve státě Iowa ve Spojených státech amerických.
K roku 2010 zde žilo 62 230 obyvatel. S celkovou rozlohou 112,98 km² byla hustota zalidnění 550,8 obyvatel na km².

## Osobnosti
- Amelia Bloomer (1818–1894), sufražetka